# Матотопа
Матотопа, Мато-топе (1784 — 30 июля 1837) — вождь индейского племени манданов, был вторым по значимости вождём своего народа. Его имя, которое он заслужил в бою с ассинибойнами, переводится как Четыре Медведя.

## Биография

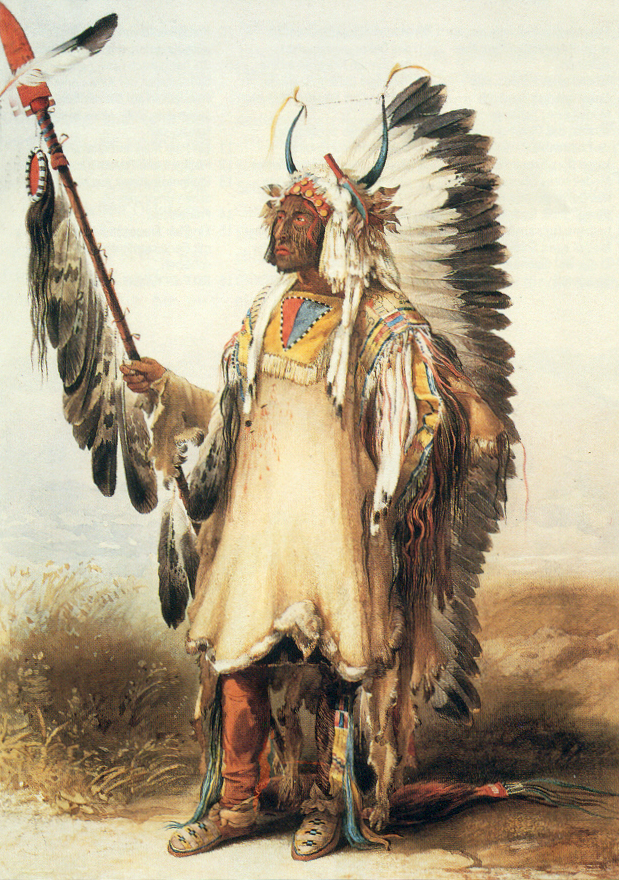
Портрет Мато-топе. Худ. Карл Бодмер (1833)

Матотопа родился в 1784 году в деревне манданов, недалеко от места, где впоследствии будет основан форт Авраам-Линкольн. Позднее его семья переехала в Митутанку, поселение, основанное в 1822 году и расположенное к северу от родной деревни будущего вождя. Его отец, Красивый Ребёнок, тоже был вождём манданов. 
Первые белые путешественники и мехоторговцы часто останавливались в поселение манданов в верхней части реки Миссури: экспедиция Льюиса и Кларка провела зиму в нём в 1804—1805 гг., Джордж Кэтлин посетил его в 1832 году, а Карл Бодмер и принц Максимилиан в 1834 году. В 1830 году в 150 метрах к югу от Митутанки был построен торговый пост форт Кларк. К этому времени Матотопа получил славу храброго и отважного воина, убив в рукопашном бою вождя шайеннов. Также он отличился в сражениях против ассинибойнов, арикара, сиу и равнинных оджибве. Белых людей Матотопа всегда встречал с радушием, для многих из них он стал хорошим другом. В 1833 году он познакомился с Карлом Бодмером и подружился с известным художником. Его дочь вышла замуж за торговца из форта Кларк Джеймса Киппа.  
Большую известность Матотопе принесло убийство выдающегося воина из племени арикара, так как величайшим подвигом у манданов считалось отправиться одному в поход, во время которого убить и скальпировать врага без чьей-либо помощи. Однажды после сражения с арикара его брат пропал на несколько дней, а затем был обнаружен Матотопой с торчащим в теле копьём. Многие манданы узнали копьё — оно принадлежало воину по имени Вонгатапа. Через четыре года после убийства брата Матотопа отправился к деревне арикара в одиночку. Он выследил Вонгатапу и дождался, пока тот отправится с женой спать. Когда стемнело, Матотопа вошёл в дом врага и сел у костра, поел и закурил трубку. Покурив, он встал с копьём в руках и воткнул его в тело Вонгатапы, после чего снял скальп и быстро выскочил из жилища. Арикара устроили погоню, но Матотопа смог скрыться и вернуться к соплеменникам. О его подвиге старые манданы помнили даже столетие спустя, в 1930 году.
В 1837 году Матотопа был избран верховным вождём манданов, но в том же году эпидемия оспы практически уничтожила племя, умерло более 90% жителей. Среди умерших оказался и Матотопа. Незадолго до смерти, случившейся 30 июля, от болезни умерла его жена и дети, и он проклял белых людей, которых он встречал как братьев, за то, что они принесли его народу ужасную болезнь.